# Superstar Limo
Superstar Limo était une attraction construite à l'origine dans la section Hollywood Pictures Backlot du deuxième parc californien Disney's California Adventure, derrière la ligne du monorail.
Elle consistait en une balade à bord de limousine au milieu de décors stylisés à la manière d'une bande dessinée de Los Angeles. Les visiteurs suivaient le parcours d'une star depuis son arrivée à l'aéroport jusqu'à une soirée.
Le problème de l'attraction fut que le thème ne fut pas compris par le public, l'ambiance du design non plus et l'histoire encore moins.

## L'attraction
- Ouverture : 8 février 2001 (avec le parc)
- Fermeture : 11 janvier 2002
- Conception : Walt Disney Imagineering
- Durée : 3 min 30 s
- Type d'attraction : parcours scénique
- Situation : 33° 48′ 29″ N, 117° 55′ 03″ O
- Attraction suivante :
  - Monsters, Inc. : Mike and Sulley to the Rescue! (depuis 2005)

### L'histoire
Les limousines mauves de Superstar Limo permettaient d'apercevoir des représentations de célébrités telles que Regis Philbin, Drew Carey et Whoopi Goldberg. 
Certaines des rues et lieux traversés:
- Rodeo Drive
- Sunset Strip
- une discothèque
- le quartier de Bel Air
- une fête au bord d'une piscine
- l'autoroute Pacific Coast Highway
- une échoppe de tatoueur
- une rue (fictive) avec une succession de boutique
- l'intérieur d'un studio d'enregistrement
- le Grauman's Chinese Theatre